# Rood-groen zwemmend geraamte
Het rood-groen zwemmend geraamte (Chirocephalus diaphanus) is een pekelkreeftje uit de familie Chirocephalidae. De wetenschappelijke naam van de soort is voor het eerst geldig gepubliceerd in 1803 door Prévost.
De garnaal wordt ongeveer 25 millimeter lang, heeft een doorschijnend lijf met een oranje-rood staartstuk. Mannetjes zijn veelal groenig, vrouwtjes bruinig van kleur. Ze hebben 11 pootparen en zwemmen ruggelings. De soort leeft in tijdelijke poeltjes en zelfs plassen. De poel moet niet veel mineralen, maar wel organisch materiaal bevatten. De soort kent een snelle ontwikkeling, die afhankelijk is van de omstandigheden in de poel. De eitjes overleven het uitdrogen als de poeltjes droogvallen en ontwikkelen zich weer wanneer ze in een poeltje terechtkomen. De eitjes kunnen aan poten van vee of wild vervoerd worden naar andere poeltjes. De soort kan ook overleven in water met een ijslaag. De soort komt voor in een groot deel van Europa. In Nederland is de soort zeldzaam en wordt hij aangetroffen in Zuid-Limburg, terwijl er oude meldingen zijn uit Gelderland. De garnaal eet kleine organismen en organisch materiaal.